# Громадянсько-ліберальний союз
Громадянсько-ліберальний союз (хорв. Građansko-liberalni savez; скорочено: GLAS, хорватською співзвучно зі словом «голос») — хорватська центристська ліберальна парламентська політична партія. Має 4 представників (із 151) у парламенті Хорватії. Член Ліберального інтернаціоналу і Альянсу лібералів і демократів за Європу.

## Історія
Партію заснували чотири колишні парламентарі від Хорватської народної партії — ліберал-демократи (ХНС-ЛД) на чолі з Анкою Мрак-Таріташ, які були незадоволені вступом їхньої тодішньої партії в коаліцію з консервативним Хорватським демократичним союзом у червні 2017 року. Іншим відомим членом партії стала Весна Пусич. 
Установчий з'їзд партії відбувся 9 липня 2017 р., а офіційно її зареєстровано у Міністерстві державного управління 26 липня 2017 року.
Партія автоматично стала парламентською з чотирма депутатами, що зробило її п'ятою за величиною парламентською партією країни. Крім того, Йозо Радош теж покинув лави ХНС-ЛД і вступив у GLAS, тому партія також має одного депутата Європарламенту. Радош входить до фракції Альянсу лібералів і демократів за Європу.
1 грудня 2017 року партію було прийнято у члени Альянсу лібералів і демократів за Європу.